# Luís Clemente Gavilán
Luís Clemente Gavilán (Sevilla, 1960) és un periodista i crític musical andalús. Llicenciat en Ciències de la Informació per la Universidad Complutense de Madrid l'abril de 1983, les primeres passes arriben amb la realització del programa radiofònic Glorieta de los Lotos durant 1976-1979, període en el qual donarà a conèixer el primer fanzine sevillà, Sopa de Ganso. Afermat en la crítica musical dirigeix 27 Puñaladas, revista amb disc elaborada entre els anys 1984 i 1988, i col·labora en Ruta 66, Rock de Lux i Efe Eme; posteriorment alterna amb revistes especialitzades en flamenc, terreny en el qual ha estat pioner a Internet. Ha col·laborat successivament des de 1988 en els diaris El Correo de Andalucía, Diario 16 Andalucía, El País de las Tentaciones, ABC i Diario de Sevilla, on va exercir de coordinador musical del suplement cultural. Ha realitzat el guió de Dame Veneno (primer premi de documentals Ciutat Vella) i és autor de Kitsch y flamenco (Lapislázuli, 2009), premi de la Crítica Nacional Flamenco Hoy. Altres publicacions són: Filigranas. Una historia de fusiones flamencas, 'La Máscara 1995, Historia del rock sevillano, Máquina del Sur 1996, Flamenco!!! De arte y ensayo, Lapislázuli, 2011.